# 美國聯邦機構列表
本頁面列出所有美國聯邦政府機構。
联邦机构的法律定义是多种多样的，甚至是矛盾的，《美国政府机构手册》没有提供任何定义。虽然《行政程序法》对“机构”的定义适用于大多数行政机构，国会也可能会定义一个机构，但是这种行为通常涉及《信息自由法》和《阳光法》中为立法和随后的诉讼提供选择。这也导致了联邦机构数量的增加。
聯邦政府的行政機關包括總統行政辦公室和聯邦行政部門（它們的部長屬於內閣閣員）。这些机构的大多数员工視同聯邦公务员。
多數美國政府獨立機構也歸類為行政機構（它們是獨立的，因為它們不從屬於內閣位置）。有少量的獨立機構不被認為是行政機關的一部份，如國會直接管理的國會圖書館和國會預算辦公室，因而是立法機關。

## 立法部門
立法分支内的机构和其他实体：
- 众议院纠仪长
- 参议院纠仪长
- 就职典礼两院联席委员会
- 国会大厦建筑总监（英语：Architect of the Capitol）
  - 国会大厦游客中心（英语：United States Capitol Visitor Center）
  - 美国植物园
- 國會預算室（Congressional Budget Office；CBO）
- 政府问责办公室（GAO）
- 美国政府出版局（USGPO）
  - 政府印刷办公室警察
- 國會圖書館（Library of Congress）
  - 全球立法信息网（英语：Global Legal Information Network）
  - 国会图书馆警察（英语：Library of Congress Police）
  - 国会研究局
  - 美國版權局（U.S. Copyright Office）
- 国会合规辦公室
- 国会警察局
  - 美国国会警察

## 行政部門

### 總統行政辦公室
- 經濟顧問委員會（Council of Economic Advisers；CEA）
- 環境質量委員會（Council on Environmental Quality；CEQ）
- 白宫过渡协调委员会
- 总统管理奖学金项目（英语：Presidential Management Fellows Program）
  - 总统管理奖学金同学会（英语：Presidential Management Alumni Group）
- 美国总统科学技术顾问委员会
- 总统管理咨询委员会
- 白宮行政官邸
- 白宫总统学者委员会
- 总统健身、运动和营养委员会
- 國家安全委員會（National Security Council；NSC）
- 行政辦公室（Office of Administration）
- 国际事务办公室
- 情报和反情报办公室
- 伦理办公室
- 合规办公室
- 美国原住民事务办公室
- 司法事务办公室
- 统计办公室
- 应急管理办公室
- 医疗改革办公室
- 住房及城市發展事务办公室
- 卫生和人事服务事务办公室
- 国防事务办公室
- 农业事务办公室
- 商务事务办公室
- 运输事务办公室
- 财政事务办公室
- 内政事务办公室
- 劳工事务办公室
- 国务事务办公室
- 国土安全事务办公室
- 能源事务办公室
- 教育事务办公室
- 和平事务办公室
- 退伍军人事务办公室
- 联邦数字服务局
- 美國行政管理預算局（Office of Management and Budget；OMB）
  - 信息与监管事务办公室
- 國家毒品控制政策辦公室（Office of National Drug Control Policy；ONDCP）
- 國家科技政策辦公室（Office of Science and Technology Policy；OSTP）
  - 国家科技委员会
- 美國貿易代表辦公室（Office of the United States Trade Representative；USTR）
- 美国副总统办公室
- 總統情報顧問委員會（President's Intelligence Advisory Board；PIAB）
  - 情报监督委员会
- 总统高级顾问

白宮辦公廳
- 白宫警察（英语：White House Police Force）
- 美國國內政策委員會（Domestic Policy Council；DPC）
  - 國家艾滋病政策辦公室（Office of National AIDS Policy；ONAP）
  - 社會革新和公民參與辦公室（Office of Social Innovation and Civic Participation）
  - 衛生改革辦公室（Office of Health Reform）
  - 农村委员会
- 总统国家安全事务助理
- 美国国家经济委员会
- 通訊辦公室（Office of Communications）
  - 白宫新闻秘书
- 美國第一夫人辦公室（Office of the First Lady of the United States）
- 管理和行政办公室
  - 白宫访客办公室
- 椭圆形办公室業務（Oval Office Operations）
- 白宮幕僚長办公室（White House Chief of Staff）
- 內閣事務辦公室（Office of Cabinet Affairs）
- 公共參與及跨政府事務辦公室（Office of Public Engagement and Intergovernmental Affairs）
  - 女性及女童事務委員會（Council on Women and Girls）
  - 城市事務政策辦公室（Office of Urban Affairs Policy）
- 幕僚秘书办公室
  - 总统信函办公室
  - 执行书记办公室
- 白宮法律顧問辦公室（White House Counsel）
- 白宮軍事辦公室（White House Military Office；WHMO）
- 總統空運組（Presidential Airlift Group）
- 白宮通信局（White House Communications Agency；WHCA）
- 白宮醫療單位（White House Medical Unit）
- 戴维营
- 海军陆战队第1直升机中队（英语：HMX-1）
- 总统食品服务
- 白宫交通局
- 白宫国家贸易委员会

### 農業部
- 美国农业部长
  - 美国农业部副部长
- 国立农业大学
- 比尔·艾默生人道主义信托（英语：Bill Emerson Humanitarian Trust）
- 国际事务办公室
- 农业情报办公室
- 营养团队（英语：Team Nutrition）
- 农业部应急管理办公室
- 安全办公室
- 农业部警察
- 粮食和农业委员会
- 食品供应管理协会（英语：Food and Agriculture Councils）
- 美国海外农业贸易系统（英语：Foreign Agricultural Trade System of the United States）
- 美国食品安全研究所
- 营养教育和培训项目（英语：Nutrition Education and Training Program）
- 国家自然资源保护基金会（英语：National Natural Resources Conservation Foundation）
- 国家农业研究、推广、教育和经济咨询委员会
- 农业网络信息中心
- 美国农业部农业和海外农业服务次长（英语：Under Secretary of Agriculture for Farm and Foreign Agricultural Services）（Farm and Foreign Agricultural Services；FFAS）
  - 農場服務局（Farm Service Agency；FSA）
    - 非保险援助项目（英语：Noninsured Assistance Program）
    - 商品信貸公司（Commodity Credit Corporation；CCC）

  - 風險管理局（Risk Management Agency；RMA）
    - 聯邦農作物保險公司（Federal Crop Insurance Corporation；FCIC）

  - 海外農業服務局[5]
- 美国农业部乡村发展次长（英语：Under Secretary of Agriculture for Rural Development）
  - 国家农村发展伙伴关系（英语：National Rural Development Partnership）
    - 乡村发展委员会

  - 農村商業合作社服務局（Rural Business-Cooperative Service；RBS）
  - 農村公營事業服務局（Rural Utilities Service；RUS）
  - 農村住房服務局（Rural Housing Service；RHS）
- 美国农业部食品、营养和消费者服务次长（英语：Under Secretary of Agriculture for Food, Nutrition, and Consumer Services）
  - 食物和營養局（Food and Nutrition Service；FNS）
    - 国立学校午餐项目
      - 地方学校食品局（英语：Local School Food Authority）

    - 儿童和成人护理食品项目

  - 營養政策和推廣中心（Center for Nutrition Policy and Promotion；CNPP）
- 美国农业部食品安全次长（英语：Under Secretary of Agriculture for Food Safety）
  - 食品安全檢查局（Food Safety and Inspection Service；FSIS）
- 美国农业部自然资源和环境次长（英语：Under Secretary of Agriculture for Natural Resources and Environment）
  - 美國森林局（United States Forest Service）
  - 自然資源保護局（Natural Resources Conservation Service；NRCS）
  - 执法和调查办公室
- 美国农业部销售和监管项目次长（英语：Under Secretary of Agriculture for Marketing and Regulatory Programs）
  - 動植物衛生檢驗署（Animal and Plant Health Inspection Service；APHIS）
    - 国家兽医服务实验室（英语：National Veterinary Services Laboratory）
- 農業運銷局（Agricultural Marketing Service；AMS）
- 穀物檢驗、包裝和牲畜圍場管理局[6]（Grain Inspection, Packers and Stockyards Administration；GIPSA）
- 美国农业部研究、教育和经济次长（英语：Under Secretary of Agriculture for Research, Education, and Economics）
  - 農業研究局（Agricultural Research Service；ARS）
  - 国家食品和农业研究所
  - 經濟研究局（Economic Research Service；ERS）
  - 美國國家農業圖書館（National Agricultural Library；NAL）
  - 國家農業統計局（National Agricultural Statistics Service；NASS）
- 美国农业部管理和行政
  - 首席信息安全官办公室
  - 首席财务官办公室
    - 国家财务中心（英语：National Finance Center）

  - 首席科技官办公室
  - 首席运营官办公室
  - 总法律顾问办公室
  - 首席信息官办公室
  - 首席人力资源官员办公室
  - 首席经济学家办公室
    - 世界农业展望委员会
      - 联合农业天气设施（英语：Joint Agricultural Weather Facility）

### 商務部
商务部部长办公厅
- 美国商务部长
  - 美国商务部常务副部长
    - 美国商务部副部长
      - 美国商务部助理部长

  - 国会和府际事务办公室
  - 政治事务办公室
  - 首席财务官办公室
  - 管理办公室
  - 首席人力资本官办公室
  - 首席采购官办公室
  - 民权办公室
  - 首席人力资源官办公室
  - 行政办公室
  - 首席运营官办公室
  - 总法律顾问办公室
  - 首席技术官办公室
  - 首席信息官办公室
  - 首席信息安全官办公室
- 国立商务大学
- 国家商业图书馆
- 总监察长办公室
- 商务部警察局
- 安全办公室
- 应急管理办公室
- 產業安全保障局（Bureau of Industry and Security；BIS）
  - 出口行政办公室
  - 出口执法办公室
  - 出口办公室
  - 进口办公室
  - 进口执法办公室
  - 进口管理办公室
- 国际事务办公室
- 信息与管理事务办公室
  - 监管信息服务中心
- 商务统计局
- 经济办公室
- 商业情报办公室
- 經濟發展局（Economic Development Administration；EDA）
- 經濟統計局（Economics and Statistics Administration；ESA）
  - 經濟分析局（Bureau of Economic Analysis；BEA）
  - 人口普查局（United States Census Bureau）
- 國際貿易局（International Trade Administration；ITA）
  - 全球市场
    - 商務服務局（United States Commercial Service；CS）

  - 选择美国
    - 美国投资（英语：Invest in America）

  - 产业和分析局
    - 国家旅游局

  - 执法与合规办公室
- 少數民族商業發展局（Minority Business Development Agency；MBDA）
- 美國國家海洋暨大氣總署（National Oceanic and Atmospheric Administration；NOAA）
  - 沿海技术联盟（英语：Alliance for Coastal Technologies）
  - 國家海洋暨大氣總署委任軍官團（英语：NOAA Commissioned Officer Corps）
  - 美国国家气象局（National Weather Service；NWS）
  - 美国国家海洋局（National Ocean Service；NOS）
  - 美国国家海洋渔业局（National Marine Fisheries Service；NMFS）
    - 渔业执法办公室

  - 國家環境衛星資訊局（National Environmental Satellite, Data and Information Service；NESDIS）
- 國家電信和資訊局（National Telecommunications and Information Administration；NTIA）
  - 电信科学研究所
  - 先遣急救員網路管理局
- 專利商標局（Patent and Trademark Office；PTO）
  - 商标公报社（英语：Trademark Official Gazette）
  - 專利申訴和介入委員會（Board of Patent Appeals and Interferences；BPAI）
- 國家標準技術研究所（National Institute of Standards and Technology；NIST）
  - 技術政策辦公室（Office of Technology Policy；OTP）
  - 国家软件参考图书馆（英语：National Software Reference Library）
  - 國家技術信息局（National Technical Information Service；NTIS）

### 國防部
- 美国国防部长（Office of the Secretary of Defense；OSD）
  - 美国国防部副部长
    - 美国国防部次长
      - 美国国防部副次长
      - 美国国防部助理部长
        - 美国国防部副助理部长
- 国会和府际事务办公室
- 公共事务办公室
- 管理与行政
  - 首席采购官办公室
  - 首席信息官办公室
  - 总法律顾问办公室
  - 首席人力资源官办公室
  - 民权办公室
  - 首席信息安全官办公室
  - 首席人力资本官办公室
  - 首席技术官办公室
  - 首席运营官办公室
  - 首席财务官办公室
- 美国一体化作战司令部（Unified Combatant Command；UCC）
  - 中央司令部（CENTCOM）
  - 美國歐洲司令部（EUCOM）
  - 美國非洲司令部（AFRICOM）
  - 美國聯合部隊司令部（英语：United States Joint Forces Command）（JFCOM）
  - 美國北方司令部（NORTHCOM）
    - 阿拉斯加司令部（英语：Alaskan Command）

  - 太平洋司令部（PACOM）
    - 驻韩美军

  - 美國南方司令部（SOUTHCOM）
  - 特別作戰司令部（USSOCOM）
  - 美國戰略司令部（STRATCOM）
    - 美国网战司令部

  - 美國運輸司令部（TRANSCOM）
- 国家国防图书馆
- 国家情报大学（英语：National Intelligence University）
- 国家战争学院
- 联合部队司令部
- 美国海军舰队司令部
- 联合部队参谋学院（英语：Joint Forces Staff College）
- 联邦投票援助项目（英语：Federal Voting Assistance Program）
- 联合军事情报学院（英语：National Intelligence University）
- 化学与生物防御联合项目执行办公室
- 军人事务办公室
- 德懷特·艾森豪國家安全暨資源戰略學院（英语：Dwight D. Eisenhower School for National Security and Resource Strategy）
- 国内安全联盟委员会
- 国防业务局
- 信息安全自动化项目（英语：Information Security Automation Program）
- 国防创新咨询局
- 国防政策局咨询委员会
- 美国空军科学咨询局
- 预备役政策局
- 信息资源管理学院
- 美国国防大学
- 国防采购大学
- 武装放射生物研究所
- 国防科技安全管理局
- 国防部测试资源管理中心
- 国防法务局
- 国际事务办公室
- 德怀特·艾森豪威尔国家安全与资源战略学院
- 国防部统计办公室
- 行政审查局
- 全合作伙伴接入网（英语：All Partners Access Network）
- 网络安全和信息系统信息分析中心（英语：Cyber Security and Information Systems Information Analysis Center）
- 国防部新媒体
- 国防部新闻频道（英语：DoD News Channel）
- 联合反临时威胁组织（英语：Joint Improvised-Threat Defeat Organization）
- 联合空中和导弹防御组织（英语：Joint Integrated Air and Missile Defense Organization）
- 美国安全援助组织（英语：United States Security Assistance Organizations）
- 国家编纂局（英语：National Codification Bureau）
- 军事行动研究会（英语：Military Operations Research Society）
- 国防部总监察长办公室
- 陸軍部
  - 美國陸軍
  - 国际事务办公室
  - 统计办公室
  - 安全办公室
  - 美国陆军工程兵部队
  - 美國陸軍部民事警察（英语：Department of the Army Civilian Police）
  - 陆军民事安全部队
  - 美国陆军后备役部队（英语：United States Army Reserve）
  - 陆军矯正司令部
  - 陆军警察部
  - 陆军纹章学院（英语：United States Army Institute of Heraldry）
- 皮卡汀尼兵工厂（英语：Picatinny Arsenal）
- 海軍部
  - 美國海軍
    - 美国海军学院
      - 美国海军学院警察

    - 美国海军犯罪调查局
    - 海军总监察长
    - 统计办公室
    - 国际事务办公室
    - 美国海军图书馆
    - 美国海军应急管理办公室
    - 海军历史遗产指挥部（英语：Underwater Archaeology Branch, Naval History & Heritage Command）
    - 海军预备役
    - 海军警察部

  - 美國海軍陸戰隊
    - 海军陆战队情报办公室
    - 统计办公室
    - 国际事务办公室
    - 安全办公室
    - 海军陆战队图书馆
    - 海军陆战队应急管理办公室
- 美國空軍部
  - 美國空軍
  - 安全办公室
  - 统计办公室
  - 国际事务办公室
  - 空军图书馆
  - 空军应急管理办公室
  - 美国空军安全部队
  - 空军警察部
  - 美国空军预备役司令部
  - 美国民间航空巡逻队
    - 民间航空巡逻队警察
    - 安全办公室
    - 应急管理办公室
    - 情报办公室
    - 民间航空巡逻队图书馆
    - 国际事务办公室
    - 统计办公室

  - 美國太空軍
  - 太空作戰司令部
  - 太空系統司令部
  - 太空訓練與戰備司令部
    - 太空快速能力辦公室
    - 太空作戰分析中心
    - 太空發展局
- 参谋长联席会议
  - 参联会警察
  - 安全办公室
  - 应急管理办公室
  - 参联会情报办公室
  - 参联会图书馆
  - 国际事务办公室
  - 统计办公室
- 美国国民警卫队
  - 安全办公室
  - 国际事务办公室
  - 应急管理办公室
  - 统计办公室
  - 国民警卫队医药办公室
  - 国民警卫队情报办公室
  - 空军国民警卫队
    - 安全办公室
    - 国际事务办公室
    - 应急管理办公室
    - 统计办公室

  - 陆军国民警卫队
    - 安全办公室
    - 国际事务办公室
    - 应急管理办公室
    - 统计办公室
    - 各州国民警卫队（包括陆军和空军）
- 所有其他警察、图书馆和统计局、国际事务、应急管理、安全、情报和医药机构
  - 所有预备役军官训练营（陆军‘海军和空军’）
- 國防高級研究計劃局（Defense Advanced Research Projects Agency；DARPA）
- 國防部福利社管理局（Defense Commissary Agency；DeCA）
- 國防合同審計局（Defense Contract Audit Agency；DCAA）
- 國防合約管理局（Defense Contract Management Agency；DCMA）
- 國防財務和會計局（Defense Finance and Accounting Service；DFAS）
  - 国防财务与会计局失业债务管理中心（DFAS）
- 退伍军人之家（英语：Armed Forces Retirement Home）
- 國防信息系統局（Defense Information Systems Agency；DISA）
- 國防情報局（Defense Intelligence Agency；DIA）
  - 国防秘密处（英语：Defense Clandestine Service）
- 國防後勤局（Defense Logistics Agency；DLA）
  - 国防后勤局警察
- 國防安全合作局（Defense Security Cooperation Agency；DSCA）
- 國防安全處（Defense Security Service；DSS）
- 美国国防技术信息中心
- 國防威脅降低局（Defense Threat Reduction Agency；DTRA）
- 導彈防禦局（Missile Defense Agency；MDA）
- 國家安全局（National Security Agency；NSA）
  - 中央安全处（英语：Central Security Service）
  - 国安局警察
- 國家偵察局（National Reconnaissance Office；NRO）
- 國家地理空間情報局（National Geospatial-Intelligence Agency；NGA）
- 五角大廈保安局（Pentagon Force Protection Agency；PFPA）
- 国防部媒体活动（英语：Defense Media Activity）
- 國防戰俘/失蹤人員辦公室（Defense Prisoner of War/Missing Personnel Office；DPMO）
- 國防部教育活動（Department of Defense Education Activity；DoDEA）
- 国防部应急管理局
- 国防安全办公室
- 美國五角大廈警察（United States Pentagon Police；USPPD）
- 國防部軍眷學校（Department of Defense Dependents Schools；DoDDS）
- 國防人力資源活動（DoD Human Resources Activity；DHRA）
- 經濟調節辦公室（Office of Economic Adjustment；OEA）
- 三軍醫療照護（Tricare Management Activity）
- 華盛頓總部辦事處（Washington Headquarters Services；WHS）
- 國防野外活動
- 西点军校

### 教育部

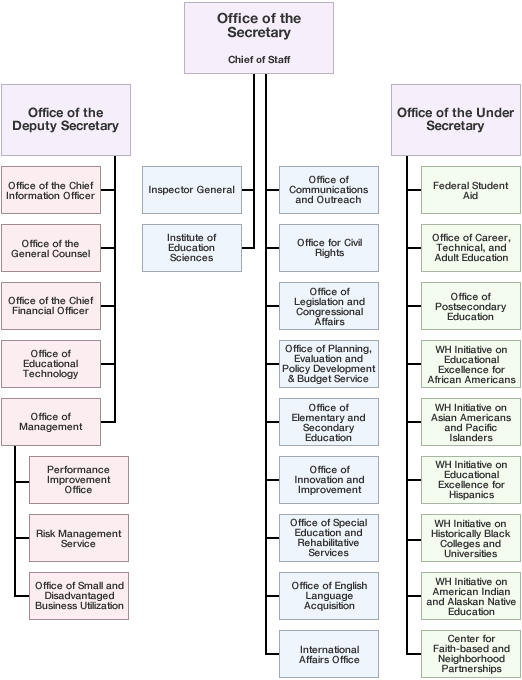
美国教育部组织图

- 美國教育部長
  - 美国教育部副部长
    - 美国教育部次长
      - 美国教育部副次长
      - 美国教育部助理部长

部长办公厅（Office of the Secretary；OS）
- 国立教育图书馆
- 通信和外联办公室
- 安全办公室
- 卫生办公室
- 政策办公室
- 教育政策办公室
- 行政法规办公室
- 应急管理办公室
- 教育部警察
- 国际事务办公室
- 国家教育大学
- 首席运营官办公室
- 總法律顧問辦公室（Office of the General Counsel；OGC）
- 总监察长辦公室（Office of Inspector General；OIG）
- 立法和国会事务办公室（Office of Legislation and Congressional Affairs；OLCA）
- 人权办公室（Office for Civil Rights；OCR）
- 教育科技办公室
- 教育情报办公室
- 教育统计办公室
- 教育科學研究院（Institute of Education Sciences；IES）
  - 國家教育統計中心（National Center for Education Statistics；NCES）
    - 國家教育進展評估（National Assessment of Educational Progress；NAEP）
    - 教育資源信息中心（Education Resources Information Center；ERIC）
- 革新和改進辦公室（Office of Innovation and Improvement）
- 首席财务官辦公室（Office of the Chief Financial Officer）
- 管理辦公室（Office of Management）
- 首席信息官辦公室（Office of the Chief Information Officer）
- 規劃、評價和政策開發辦公室（Office of Planning, Evaluation and Policy Development）
  - 預算處（Budget Service）
  - 首席采购官办公室
  - 首席人力资源官办公室
  - 首席技术官办公室
  - 首席信息安全官办公室
  - 行政办公室
- 風險管理办公室（Office of Risk Management Service）

美國教育部副部長辦公室（Office of the Deputy Secretary；ODS）
- 初等和中等教育辦公室（Office of Elementary and Secondary Education；OESE）
  - 移民教育辦公室（Office of Migrant Education；OME）
  - 學生安全和健康辦公室（Office of Safe and Healthy StudentsOSHS）
  - 学生成绩和学校责任项目（英语：Student Achievement and School Accountability Programs）
  - 亚裔美国人和太平洋岛民白宫倡议（AAPI）
  - 西班牙裔美國人教育卓越白宫倡议（White House Initiative on Educational Excellence for Hispanics）
  - 美洲印第安人和阿拉斯加原住民教育白宫倡议（White House Initiative on American Indian and Alaska Native Education）
  - 非裔美国人卓越教育白宫倡议（White House Initiative on Educational Excellence for African Americans）
- 對英語有限熟練的學生的英語習得、語言提高和學術成績辦公室（Office of English Language Acquisition, Language Enhancement and Academic Achievement for Limited English Proficient Students；OELA）
- 特殊教育和康復服務辦公室（Office of Special Education and Rehabilitative Services；OSERS）
  - 國家殘障和康復研究院（National Institute on Disability and Rehabilitation Research；NIDRR）
  - 特殊教育项目辦公室（Office of Special Education Programs；OSEP）
  - 康復服務局（Rehabilitation Services Administration ；RSA）

美国教育部次长辦公室（Office of the Under Secretary；OUS）
- 中等教育办公室（Office of Postsecondary Education；OPE）
- 职业和成人教育办公室（Office of Vocational and Adult Education；OVAE）
- 联邦学生援助办公室（Office of Federal Student Aid ；FSA）
- 總統部落學院和大學顧問委員會（President's Advisory Board on Tribal Colleges and Universities；WHITCU）
- 總統歷史上的黑人學院和大學顧問委員會（President's Advisory Board on Historically Black Colleges and Universities；WHIHBCU）

其他教育部联邦局、中心、委员会、交流所
- 咨询委员会 （页面存档备份，存于）
- 国家评估理事会（NAGB） （页面存档备份，存于）
- 印第安教育全国咨询委员会（NACIE）
- 联邦机构间教育委员会（FICE）
- 无障碍学生辅导教育辅导材料咨询委员会
- 改善后期教育基金国家委员会（FIPSE）
- 教育设施交流所（英语：Education Facilities Clearinghouse）
- 国家资源中心（英语：National Resource Center）

### 能源部
- 美国能源部长
  - 美国能源部副部长
    - 美国能源部副部长帮办
      - 美国能源部次长
- 国家能源大学
- 联邦能源管理委员会
- 美国国家石油委员会
- 安全办公室
- 应急管理办公室
- 能源部警察
- 国会和府际事务办公室
- 能源统计办公室
- 国家能源图书馆
- 负责能源和科学的次长
  - 科学办公室（Office of Science）
  - 能源办公室
  - 化石能源助理局长（英语：Assistant Secretary for Fossil Energy）
  - 能源效率和可再生能源局（Office of Energy Efficiency and Renewable Energy；EERE）
  - 核能助理部长（英语：Assistant Secretary of Energy for Nuclear Energy）
  - 电力供应和能源可靠性助理部长（英语：Assistant Secretary of Energy for Electricity Delivery and Energy Reliability）
  - 印度能源政策和项目办公室
- 负责核安全的次长
  - 國家核安全局（National Nuclear Security Administration；NNSA）
    - 安全運輸辦公室（Office of Secure Transportation）
- 负责管理和绩效的次长
  - 美國國家實驗室操作委员会
  - 环境、健康、安全与保障副次长
  - 管理办公室
  - 首席人力资本官办公室
  - 首席人力资源官办公室
  - 首席信息官办公室
  - 首席技术官办公室
  - 首席采购官办公室
  - 首席信息安全官办公室
  - 民权办公室
  - 行政办公室
  - 经济影响和多样性办公室
  - 听证会和上诉办公室
  - 环境管理助理部长
  - 遗产管理办公室（Office of Legacy Management）
- 能源資訊局（Energy Information Administration；EIA）
- 邦尼維爾電力局（Bonneville Power Administration）
- 東南電力局（Southeastern Power Administration）
- 西南電力局（Southwestern Power Administration）
- 西部區域電力局（Western Area Power Administration）
- 国会和政府间事务助理部长
- 总法律顾问
- 首席财务官
- 企业评估办公室
- 能源政策与系统分析办公室
  - 能源政策办公室
- 情報和反情報局（Office of Intelligence and Counterintelligence）
- 贷款项目办公室
- 公共事务办公室
- 中小企业利用办公室
- 国家实验室技术中心
  - 橡树岭国家实验室

### 衛生及公共服務部
- 衛生及公共服務部长
  - 衛生及公共服務副部长
- 应急管理办公室
- 安全办公室
- 衛生和人類服務部警察
- 管理与行政办公室
  - 首席信息官
  - 首席信息安全官
  - 首席技术官
  - 首席采购官
  - 首席财务官
  - 民權辦公室（Office for Civil Rights；OCR）
  - 国会和政府间事务办公室
  - 公共事务办公室
  - 行政办公室
  - 管理办公室
  - 總法律顧問辦公室（Office of the General Counsel；OGC）
  - 首席人力资本官
  - 首席人力资源官
  - 首席运营官
- 国立卫生与公众服务大学
- 国家卫生与公众服务图书馆
- 儿童紧急医疗局（英语：Emergency Medical Services for Children）
- 督察長辦公室（Office of Inspector General；OIG）
- 卫生与公众服务情报办公室
- 卫生与公众服务统计办公室
- 国际事务办公室
- 老龄化管理局
- 兒童和家庭局（Administration for Children and Families；ACF）
  - 托儿办公室
  - 发展障碍管理局
  - 儿童支援执法办公室
  - 美國兒童局（英语：United States Children's Bureau）（Children's Bureau；CB）
    - 国家儿童虐待和被忽视中心（英语：National Center on Child Abuse and Neglect）

  - 家庭和青年服務局（Family and Youth Services Bureau；FYSB）
  - 領先办公室（Office of Head Start；OHS）
  - 平等就业机会办公室
  - 社区服务办公室
  - 家庭援助办公室
- 難民重新安置辦公室（Office of Refugee Resettlement；ORR）
- 總統知識殘障人士委員會（President's Committee for People with Intellectual Disabilities；PCPID）
- 医疗保障研究和质量局（英语：Agency for Healthcare Research and Quality）
- 疾病控制和預防中心（Centers for Disease Control and Prevention；CDC）
  - 疾病控制和預防中心华盛顿办公室
  - 全球卫生中心
  - 美国国家职业安全卫生研究所
- 国家生命统计系统（英语：National Vital Statistics System）
  - 州、部族、地方和领土支持办公室
  - 传染病办公室
  - 国家新兴人畜共患病传染病中心
    - 高分子病原体与病理学处（DHCPP）
      - 病毒性病原体分支（VSPB）

  - 国家艾滋病毒/艾滋病、病毒性肝炎、性病和结核病预防中心
  - 国家免疫和呼吸系统疾病中心
  - 少数民族健康与健康权益办公室（Office of Minority Health；OMH）
  - 非传染性疾病、伤害和环境卫生办公室
  - 国家慢性疾病预防与健康促进中心
  - 国家环境卫生中心/有毒物质和疾病登记中心
  - 国家伤害防治中心
  - 国家出生缺陷和发育障碍中心
  - 公共卫生备案与响应办公室
    - 紧急行动处
      - 紧急行动中心

  - 公共卫生科学服务处
    - 监控、流行病学和实验室服务中心
    - 国家卫生统计中心

  - 通讯副主任办公室
  - 政策副主任办公室
  - 科学副主任办公室
  - 幕僚长办公室
  - 流行情报项目（英语：Epidemic Intelligence Service）
- 醫療照護和醫療救助服務中心（Centers for Medicare and Medicaid Services；CMS）
- 食品藥品監督管理局（Food and Drug Administration；FDA）
  - 国家食品安全和应用营养中心
  - 刑事调查处
- 衛生資源和服務局（Health Resources and Services Administration；HRSA）
- 患者负担得起的医疗保健行动项目
- 独立支付咨询委员会
- 印第安人衛生局（Indian Health Service；IHS）
- 國家衛生研究院（National Institutes of Health；NIH）
  - 国家卫生研究院警察（英语：National Institutes of Health Police）
  - 美国国家癌症研究所
  - 国家眼科研究所
  - 国家心肺肺血研究所
  - 洛矶山实验室（英语：Rocky Mountain Laboratories）
  - 国家人类基因组研究所
  - 国家老龄研究所
  - 国家酒精滥用和酒精中毒研究所
  - 国家过敏和传染病研究所
  - 国家关节炎、肌肉骨骼和皮肤疾病研究所
  - 国家生物医学成像和生物工程研究所
  - 国家儿童健康与人类发展研究所
  - 国家耳聋和其他传播障碍研究所
  - 国家牙科和颅面研究所
  - 国家糖尿病与消化和肾脏疾病研究所
  - 国家药物滥用研究所
  - 国家环境卫生科学研究所
  - 国家普通医学研究所
  - 国家心理健康研究所
  - 国家少数民族健康与健康差异研究所
  - 国家神经病学和中风研究所
  - 国家护理研究所
  - 信息技术中心（英语：Center for Information Technology）
  - 科学评论中心（英语：Center for Scientific Review）
  - 福格蒂国际中心（英语：John E. Fogarty International Center）
  - 国家推进转化科学中心（英语：National Center for Advancing Translational Sciences）
  - 国家补充和综合健康中心（英语：National Center for Complementary and Integrative Health）
  - 国家卫生研究院临床中心（英语：NIH Clinical Center）
- 美国公共卫生局（Public Health Service；PHS）
  - 美国联邦职业卫生（英语：Federal Occupational Health）
  - 美國醫務總監
  - 美国公共卫生服务军官团（U.S. Public Health Service (USPHS) Commissioned Corps）
- 物質濫用和心智健康服務局（Substance Abuse and Mental Health Services Administration；SAMHSA）

### 國土安全部
- 美国国土安全部长
  - 国土安全部副部长
    - 国土安全部次长
      - 国土安全部助理部长

局和办公室、院校研究所、海岸警卫队
- 管理与行政
- 电脑紧急情况准备团队（英语：Computer emergency response team）
- 国土安全大学
- 应急管理办公室
- 安全办公室
- 国土安全部警察
- 国土安全图书馆
- 总监察长办公室
- 聯邦緊急事務管理署（Federal Emergency Management Agency；FEMA）
  - 紧急事务管理署公共援助（英语：FEMA Public Assistance）
  - 紧急事务管理署特种部队
    - 国家应急技术警卫队（英语：National Emergency Technology Guard）

  - 美国消防局（英语：United States Fire Administration）
- 国土安全统计办公室
- 联邦执法培训中心（英语：Federal Law Enforcement Training Centers）（Federal Law Enforcement Training Center；FLETC）
- 運輸安全局（Transportation Security Administration；TSA）
  - 聯邦空警（英语：Federal Air Marshal Service）
- 公民及移民服務局（United States Citizenship and Immigration Services；USCIS）
- 美國海岸警衛隊（在宣战或国家紧急情况下转交国防部，United States Coast Guard；USCG）
  - 海岸警衛隊情报局（英语：Coast Guard Intelligence）
  - 海岸警衛隊警察（英语：United States Coast Guard Police）
  - 安全办公室
  - 应急管理办公室
  - 统计办公室
  - 国际事务办公室
  - 海岸警衛隊图书馆
  - 美国冰上巡逻队
  - 国家冰中心（英语：National Ice Center）
- 海關和邊境保衛局（Customs and Border Protection；CBP）
  - 航空和海事办公室
  - 边境巡逻队办公室
    - 美国边境巡逻队

  - 外勤办公室
- 移民及海關執法局（Immigration and Customs Enforcement；ICE）
  - 國土安全調查（Homeland Security Investigations；HSI）
  - 执法和拆迁行动队（Enforcement & Removal Operations；ERO）
- 美國特勤局（United States Secret Service；USSS）

办公室和委员会
- 國土安全諮詢委員會
- 國內核檢測辦公室（Domestic Nuclear Detection Office；DNDO）
- 卫生事务办公室（Office of Health Affairs）
  - 关键服务办公室
  - 国际事务和全球卫生安全办公室
  - 医疗储备办公室
  - 大规模杀伤性武器和生物防御的办公室
- 业务协调办公室（Office of Operations Coordinationand Planning；OPS）
- 政策办公室（Office of Policy）
  - 国际事务办公室
  - 统计办公室
  - 政策发展办公室
  - 各州和地方执法办公室
  - 战略规划办公室
  - 私人领域办公室

情报和分析次长
- 情报和分析办公室（Office of Intelligence and Analysis）

管理次长
- 管理司（英语：DHS Management Directorate）

国家保护和项目次长
- 国家保护和项目司（英语：DHS National Protection and Programs Directorate）（National Protection and Programs Directorate；NPPD）
  - 联邦警卫局（Federal Protective Service；FPS）
  - 网络安全和通信办公室
    - 国家通信系统（National Communications System；NCS）
    - 国家网络安全办公室
      - 美国计算机应急准备小组（英语：United States Computer Emergency Readiness Team）

    - 紧急通信办公室

  - 基础设施保护办公室
  - 风险管理和分析办公室
  - 生物识别身份管理办公室

科学技术次长
- 科技司（英语：DHS Science and Technology Directorate）
  - 環境測量實驗室（Environmental Measurements Laboratory；EML）2009年後改制為→國家城市安全技術實驗室（National Urban Security Technology Laboratory；NUSTL）

业务组合
- 创新/国土安全高级研究计划局
- 后勤办公室
  - 国家实验室办公室
  - 大学项目办公室
  - 反简易爆炸装置项目执行办公室
- 转型办公室
  - 商业化办公室
  - 远程广泛机构公告办公室
  - 产品转型办公室
  - 安全行动办公室
  - 科技转让办公室

各处
- 边境和海上保安处（英语：DHS Border and Maritime Security Division）
- 化学生物处（英语：DHS Chemical and Biological Defense Division）
- 指挥、控制和互操作处（英语：DHS Science and Technology Command, Control, and Interoperability Division）
- 爆炸物处（英语：DHS Explosives Division）
- 人类因素与行为科学处（英语：DHS Human Factors and Behavioral Sciences Division）
- 基础设施和地球物理处（英语：DHS Infrastructure Protection and Disaster Management Division）
- 事务运营处
  - 執行秘書辦公室 （Office of the Executive Secretariat；ESEC）
  - 總法律顧問辦公室（Office of the General Counsel）
  - 人力资本办公室
  - 关键安全办公室
  - 首席行政官办公室
  - 首席信息官办公室
  - 计划和管理办公室
- 企业通讯处
- 机构和先遣急救项目处
- 国际合作计划办公室
- 业务分析处
  - 国土安全研究分析研究所
  - 国土安全系统工程和发展办公室
- 战略、政策和预算处
- 特殊项目处
- 测试、评估和标准处

### 住房及城市發展部
- 住房及城市發展部部长
  - 住房及城市發展部副部长
    - 住房及城市發展部助理部长

联邦局
- 聯邦住房局（Federal Housing Administration；FHA）

办公室、中心、图书馆和大学
- 住房及城市發展大学
- 安全办公室
- 应急管理办公室
- 住房及城市發展部警察
- 国立住房及城市發展大学
- 管理和行政
  - 管理办公室
  - 行政办公室
  - 行政法规办公室
  - 道德办公室
  - 合规办公室
  - 原住民事务办公室（NA Affairs）
  - 司法事务办公室
  - 卫生办公室
  - 政策发展和研究办公室
  - 首席人力资源官办公室
  - 首席财务官办公室
  - 首席人力资本官办公室
  - 首席技术官办公室
  - 总法律顾问办公室
  - 首席采购官
  - 首席信息安全官办公室
  - 首席运营官办公室
  - 通讯办公室
- 总监察长办公室
- 统计办公室
- 情报办公室
- 国际事务办公室
- 信仰和邻里伙伴关系中心
- 部门执法中心
- 社区规划与发展办公室（Office of Community Planning and Development）
- 国会和政府间关系办公室
- 平等就业机会办公室（Office of Departmental Equal Employment Opportunity）
- 公平住房和平等机会办公室（Office of Fair Housing and Equal Opportunity；FHEO）
- 外地政策和管理办公室
- 健康住宅和铅危害控制办公室
- 听证会和上诉办公室
- 劳资关系办公室
- 政策发展与研究办公室（Office of Policy Development and Research）
- 公共事务办公室
- 公共和印第安人住房辦公室（Office of Public and Indian Housing；PIH）
- 小型和弱勢企業利用辦公室（Office of Small and Disadvantaged Business Utilization）
- 可持续住房和社区办公室

公司
- 政府全國抵押協會（英语：Government National Mortgage Association）（吉尼美，Government National Mortgage Association；GNMA）
- 聯邦全國抵押協會（房利美，Federal National Mortgage Association；FNMA）
- 聯邦家庭貸款抵押公司（房地美，Federal Home Loan Mortgage Corporation；FHLMC）
- 學生抵押貸款公司（薩利美）

### 內政部
- 内政部长
  - 美国内政部副部长
    - 内政部助理部长
      - 内政部副助理部长

  - 首席人力资源官办公室
  - 首席人力资本官
  - 总法律顾问办公室
  - 首席信息官办公室
  - 首席信息安全官办公室
  - 首席技术官办公室
  - 首席采购官办公室
  - 首席运营官办公室
  - 科学办公室
  - 技术办公室
  - 行政法规办公室
  - 白宫联络办公室
  - 行政办公室
  - 管理办公室
  - 司法办公室
  - 通讯办公室
  - 公共事务办公室
  - 国会和府际关系办公室
  - 能源办公室
  - 教育办公室
- 国立内政大学
- 安全办公室
- 印度工艺品委员会
- 应急管理办公室
- 内政部警察
- 国立内政图书馆
- 国际事务办公室
- 统计办公室
- 内政情报办公室
- 印第安人事務局（Bureau of Indian Affairs；BIA）
  - 印第安警察局（英语：Bureau of Indian Affairs Police）
  - 印第安教育局（英语：Bureau of Indian Education）
- 总监察长办公室
- 美國內政部土地管理局（Bureau of Land Management；BLM）
  - 土地管理局执法办公室
- 海洋能源監管和執法局（Bureau of Ocean Energy Management, Regulation and Enforcement；BOEMRE）
- 美國開墾局（United States Bureau of Reclamation；USBR）
  - 开垦局警察
  - 胡佛水坝警察
- 安全和环境执法局（英语：Bureau of Safety and Environmental Enforcement）
- 魚類和野生動物管理局（United States Fish and Wildlife Service；FWS）
  - 国家野生动物保护区系统（英语：National Wildlife Refuge System）
    - 野生动物保护区系统避难执法处

  - 体育钓鱼和划船合作理事会
  - 魚類及野生動物管理局执法办公室
  - 濒危物种项目
- 國家公園局（National Park Service；NPS）
  - 公园流浪者扶助项目
  - 美国公园警察
- 島嶼事務辦公室（Office of Insular Affairs；OIA）
- 表層採礦办公室（Office of Surface Mining；OSM）
  - 國家礦山地圖儲存庫（National Mine Map Repository；NMMR）
- 美國填海工程局（Bureau of Reclamation；USBR）
- 美国地质调查局（United States Geological Survey；USGS）
- 联邦咨询集团（英语：Federal Consulting Group）
- 內政部博物館（Interior Museum）

### 司法部
- 司法部长
  - 司法部副部长
    - 司法部次长
      - 司法部副次长
      - 司法部助理部长

- 国立司法大学
- 少年司法和犯罪预防协调理事会（Coordinating Council on Juvenile Justice and Delinquency ）
- 安全办公室
- 应急管理办公室
- 司法部警察
- 国立司法图书馆
- 司法部总监察长（Office of the Inspector General；OIG）
- 国际事务办公室
- 美國反托拉斯司（英语：United States Department of Justice Antitrust Division）（Antitrust Division）
- 资产没收项目
- 美國菸酒槍炮及爆裂物管理局（Bureau of Alcohol, Tobacco, Firearms and Explosives；ATF）
- 美国司法部民事司（英语：United States Department of Justice Civil Division）（Civil Division）
- 美國民權司（英语：United States Department of Justice Civil Rights Division）（Civil Rights Division）
- 社區導向治安服务（Community Oriented Policing Services；COPS）
- 社區關係管理機構（Community Relations Service；CRS）
- 美國刑事司（英语：United States Department of Justice Criminal Division）（Criminal Division）
- 美国缉毒局（Drug Enforcement Administration；DEA）
  - 转移控制项目
- 美國環境和自然資源司（英语：United States Department of Justice Environment and Natural Resources Division）（Environment and Natural Resources Division；ENRD）
- 移民檢查執行辦公室（Executive Office for Immigration Review；EOIR）
- 民权办公室
- 首席人力资源官办公室
- 首席人力资本官办公室
- 首席财务官办公室
- 总法律顾问办公室
- 首席信息官办公室（现在属于司法管理司）
- 首席信息安全官办公室
- 首席技术官办公室
- 首席采购官办公室
- 首席运营官办公室
- 白宫联络办公室
- 通讯办公室
- 国会和府际关系办公室
- 政策办公室
- 行政管理办公室
- 老年人司法倡议
- 儿童保护办公室
- 财务欺诈执法工作组
- 国家法医学委员会
- 有组织犯罪执法工作组执行办公室
- 美國代理人執行辦公室（Executive Office for U.S. Attorneys；EOUSA）
- 美國受託人執行辦公室（Executive Office of the United States Trustee；EOUST）
- 聯邦調查局（Federal Bureau of Investigation；FBI）
  - 联调局警察
- 美國聯邦監獄局（Federal Bureau of Prisons；BOP）
  - 聯邦監獄产业（英语：Federal Prison Industries）
- 外國索賠清償委員會（Foreign Claims Settlement Commission of the United States；FCSC）
- 國際刑警美國國家中央局
- 美國司法管理司（英语：United States Department of Justice Justice Management Division）（Justice Management Division；JMD）
- 國家犯罪資訊中心（National Crime Information Center；NCIC）
- 國家毒品情報中心（National Drug Intelligence Center；NDIC）
- 國家矯正研究所（National Institute of Corrections）
- 美國國安司（英语：United States Department of Justice National Security Division）（National Security Division；NSD）
- 司法部长办公室
- 司法部副部长办公室
- 司法部次长办公室
- 律師招聘和管理辦公室（Office of Attorney Recruitment and Management）
- 争议解决办公室（Office of Dispute Resolution）
- 聯邦拘留受託人辦公室（Office of the Federal Detention Trustee；OFDT）
- 信息政策辦公室（Office of Information Policy）
- 政府间和公共联络办公室（Office of Intergovernmental and Public Liaison）
- 情报与分析办公室
- 司法項目辦公室（Office of Justice Programs；OJP）
  - 司法援助局（Bureau of Justice Assistance；BJA）
  - 美國司法統計局（Bureau of Justice Statistics；BJS）
  - 社會能力發展辦公室（Community Capacity Development Office；CCDO）
  - 國家刑事司法參考服務（National Criminal Justice Reference Service；NCJRS）
  - 國家司法研究院（National Institute of Justice；NIJ）
  - 少年司法和犯罪預防辦公室（Office of Juvenile Justice and Delinquency Prevention；OJJDP）
  - 犯罪受害者辦公室（Office for Victims of Crime；OVC）
- 法律顧問辦公室（Office of Legal Counsel；OLC）
- 法律政策辦公室（Office of Legal Policy；OLP）
- 立法事務辦公室（Office of Legislative Affairs）
- 赦免檢察官辦公室（Office of the Pardon Attorney）
- 隱私和公民自由辦公室（Office of Privacy and Civil Liberties；OPCL）
- 專業責任辦公室（Office of Professional Responsibility；OPR）
- 公共事務辦公室（Office of Public Affairs）
- 性犯罪判刑、監測、逮捕、註冊和跟蹤辦公室（Office of Sex Offender Sentencing, Monitoring, Apprehending, Registering, and Tracking；SMART）
- 美國聯邦總律師（United States Solicitor General）
- 特别顾问办公室
- 部落司法辦公室（Office of Tribal Justice）
- 對婦女暴力辦公室（Office on Violence Against Women；OVW）
- 性暴力和對兒童犯罪辦公室（Office on Sexual Violence and Crimes against Children）
- 專業責任諮詢辦公室（Professional Responsibility Advisory Office；PRAO）
- 美國稅務司（英语：United States Department of Justice Tax Division）（Tax Division）
- 美国联邦律师（英语：United States Attorney）
- 美國法警局（United States Marshals Service；USMS）
- 美國假釋委員會（United States Parole Commission）
- 美国受托人项目（英语：United States Trustee Program）

### 勞工部
- 美国劳工部长
  - 美国劳工部副部长

机构、局、公司、中心、计划、图书馆和大学
- 国立劳工大学
- 劳工部警察
- 國際勞工事務局（Bureau of International Labor Affairs；ILAB）
- 勞工福利安全公司（Employee Benefits Security Administration；EBSA）
- 勞工統計局（Bureau of Labor Statistics；BLS）
- 信仰和邻里伙伴关系中心（Center for Faith-Based and Neighborhood Partnerships；CFBNP）
- 雇員保險金保障局
- 就業和培訓局（Employment and Training Administration；ETA）
  - 就业工作团（英语：Job Corps）
  - 美国职位中心网络
    - 职业生涯一站
    - 美国职位中心
- 礦業安全和衛生局（Mine Safety and Health Administration；MSHA）
- 職業安全和衛生局（Occupational Safety and Health Administration；OSHA）
- 退伍軍人就業和培訓局（Veterans' Employment and Training Service；VETS）
- 工資和工時處（Wage and Hour Division；WHD）
- 美國婦女事務局（Women's Bureau；WB

委员会
- 行政審查委員會（Administrative Review Board；ARB）
- 福利檢討委員會（Benefits Review Board；BRB）
- 雇員賠償申訴委員會（Employees' Compensation Appeals Board；ECAB）

办公室
- 安全办公室
- 能源办公室
- 国防办公室
- 退伍军人办公室
- 总法律顾问办公室
- 劳工办公室
- 商务办公室
- 伦理办公室
- 合规办公室
- 原住民事务办公室
- 农业办公室
- 住房及城市發展办公室
- 国土安全办公室
- 卫生办公室
- 劳工政策办公室
- 行政法规办公室
- 各州办公室
- 科学办公室
- 技术办公室
- 内政办公室
- 白宫联络办公室
- 公共事务办公室
- 教育办公室
- 民权办公室
- 财政办公室
- 运输办公室
- 司法办公室
- 应急管理办公室
- 劳工情报办公室
- 行政法法官辦公室（Office of Administrative Law Judges）
- 負責行政和管理的助理部長（Office of the Assistant Secretary for Administration and Management）
- 負責政策的助理部長（Office of the Assistant Secretary for Policy）
- 管理办公室
- 行政办公室
- 通讯办公室
- 首席采购官办公室
- 首席信息安全官办公室
- 首席人力资本官办公室
- 首席人力资源官办公室
- 首席技术官办公室
- 劳工部长办公室（Office of the Secretary）
- 首席財務官辦公室（Office of the Chief Financial Officer）
- 首席信息官辦公室（Office of the Chief Information Officer）
- 殘疾人就業政策辦公室（Office of Disability Employment Policy）
- 公眾參與辦公室（Office of Public Engagement）
- 法務專員辦公室（Office of the Solicitor）
- 國會與政府間事務辦公室（Office of Congressional & Intergovernmental Affairs）
- 聯邦合同遵循項目辦公室（Office of Federal Contract Compliance Programs；OFCCP）
- 勞工－管理標準辦公室（Office of Labor-Management Standards；OLMS）
- 工人賠償項目辦公室（Office of Workers' Compensation Programs；OWCP）
- 能源行业职业病赔偿项目监察员
- 維爾茨勞工圖書館（Wirtz Labor Library）

### 國務院
- 美國國務卿（United States Secretary of State）
  - 美國副國務卿（United States Deputy Secretary of State）
  - 管理副国务卿

（Deputy Secretary of State for Management）
各机构、局、图书馆、委员会、理事会和学校
- 外交事务政策委员会
- 國家外交培訓中心（NFATC）
- 富布赖特外国奖学金委员会
- 安全办公室
- 应急管理办公室
- 国务院警察
- 国立国务图书馆
- 国务统计办公室
- 国际事务办公室
- 美国国际开发署（United States Agency for International Development）
- 国务院总监察长办公室（Office of the Inspector General；OIG）
- 国家传统艺术理事会（英语：National Council for the Traditional Arts）
- 美国外交服务（英语：United States Foreign Service）
- 通讯办公室
- 国务院总法律顾问办公室
- 管理和行政
  - 首席财务官办公室
  - 首席信息官办公室
  - 首席信息安全官办公室
  - 首席技术官办公室
  - 首席采购官办公室
  - 首席运营官办公室
  - 首席人力资源官办公室
  - 首席人力资本官办公室

国务卿直屬機構
- 情報研究局（Bureau of Intelligence and Research；INR）
- 立法事務局（Bureau of Legislative Affairs）
- 法律顧問室（英语：Legal Adviser of the Department of State）（Office of the Legal Adviser）

管理副卿直屬機構
- 預算規劃局（Bureau of Budget and Planning）
- 執行秘書處（Executive Secretariat）
- 禮賓處（英语：Chief of Protocol of the United States）（Office of Protocol）
- 反恐协调员办公室（Bureau of Counterterrorism）
- 美國國務院顧問（Counselor）
- 全球愛滋病協調室（英语：United States Global AIDS Coordinator）（Office of Global AIDS Coordinator）
- 政策规划办公室（Office of Policy Planning）

軍控与國際安全事務次卿直屬機構
- 核查履約執行局（Bureau of Verification, Compliance, and Implementation）
- 國際安全暨防核武擴散局（Bureau of International Security and Nonproliferation）
- 政軍事務局（Bureau of Political-Military Affairs）
  - 消除武器办公室

民事安全与民主人權次卿（Under Secretary of State for Civilian Security, Democracy, and Human Rights）直屬機構
- 衝突與穩定行動局（Bureau of Conflict and Stabilization Operations）
- 美国国务院反恐和反极端暴力局（英语：Bureau of Counterterrorism and Countering Violent Extremism）
- 民主人權勞工局（Bureau of Democracy, Human Rights, and Labor；DRL）
- 國際毒品和執法事務局（Bureau of International Narcotics and Law Enforcement Affairs；INL）
- 人口暨難民移民局（Bureau of Population, Refugees, and Migration）
- 全球刑事司法室（Office of Global Criminal Justice）
- 人口販賣監控打擊室（Office to Monitor and Combat Trafficking in Persons；G/TIP）

經濟發展与能源環境次卿直屬機構
- 經濟和商業事務局（Bureau of Economic and Business Affairs；EB）
- 能源資源局（Bureau of Energy Resources）
- 海洋、國際環境和科學事務局（Bureau of Oceans and International Environmental and Scientific Affairs；OES）
- 首席经济学家办公室（Office of the Chief Economist）
- 科學與技術顧問室（Office of the Science and Technology Adviser）

管理国务次卿直屬機構
- 行政局（Bureau of Administration）
- 领事局（Bureau of Consular Affairs）
  - 兒童議題室（Office of Children's Issues）
  - 海外公民服务办公室
- 外交安全局（Bureau of Diplomatic Security）
  - 外交安全服务（英语：Diplomatic Security Service）（U.S. Diplomatic Security Service；DSS）
  - 駐外館務办公室（Office of Foreign Missions；OFM）
    - 大使馆、领事馆、其他职位

  - 海外安全顾问委员会
- 人力資源局（Bureau of Human Resources）
  - 家庭联络办公室
- 資訊資源管理局（Bureau of Information Resource Management；IRM）
  - E外交官办公室
- 外館運作局（Bureau of Overseas Buildings Operations；S/OBO）
- 資源管理局（Bureau of Resource Management）
- 外交服務學院（Foreign Service Institute；FSI）
- 政策管理暨整編創新办公室（Office of Management Policy, Rightsizing, and Innovati）

政務次卿直屬機構
- 東亞和太平洋事務局（Bureau of East Asian and Pacific Affairs）
- 非洲事務局（Bureau of African Affairs）
- 近東事務局（Bureau of Near Eastern Affairs）
- 南亞和中亞事務局（Bureau of South and Central Asian Affairs）
- 歐洲和歐亞事務局（Bureau of European and Eurasian Affairs）
- 西半球事務局（Bureau of Western Hemisphere Affairs）
- 國際組織事務局（Bureau of International Organization Affairs）

公共外交和公共事務次卿直屬機構
- 教育文化局（Bureau of Educational and Cultural Affairs；ECA）
- 網路培訓项目（Internet Access and Training Program；IATP）
- 公共事務局（Bureau of Public Affairs）
  - 美国国务院发言人
  - 歷史文獻辦公室（Office of The Historian）
- 文化交流项目（United States Cultural Exchange Programs）
- 公共外交、公共事务政策、规划和资源办公室

常設外交代表機構
- 美国驻非洲联盟代表团（英语：United States Mission to the African Union）
- 美国驻东南亚国家联盟代表团
- 美国驻阿拉伯国家联盟代表团
- 美国驻欧洲理事会代表团（和其他所有欧盟机构）
- 美国驻维也纳国际组织代表团
- 美国驻欧洲联盟代表团
- 美国驻国际民用航空组织代表团
- 美国驻北大西洋公约组织代表团
- 美国驻经济合作与发展组织代表团
- 美国驻美洲国家组织代表团
- 美国驻欧洲安全与合作组织代表团（英语：United States Mission to the Organization for Security and Cooperation in Europe）
- 美国驻联合国代表团
- 美国驻罗马联合国机构代表团（英语：United States Mission to the UN Agencies in Rome）
- 美国驻联合国日内瓦办事处和其他国际组织代表团
- 美国驻联合国教育、科学及文化组织代表团
- 美国驻联合国环境规划署和联合国人居署代表团

### 運輸部
- 美国运输部长
  - 运输部副部长

机构、办公室、公司、委员会、图书馆和大学
- 运输部警察
- 国立运输大学
- 安全办公室
- 应急管理办公室
- 国立运输图书馆
- 国际事务办公室
- 运输部总监察长办公室（Office of Inspector General；OIG）
- 运输统计局（英语：Bureau of Transportation Statistics）
- 聯邦航空局（Federal Aviation Administration；FAA）
  - 空中交通组织（英语：Air Traffic Organization）
  - 无线电技术委员会
- 聯邦公路局（Federal Highway Administration；FHWA）
- 聯邦汽車安全局（Federal Motor Carrier Safety Administration；FMCSA）
- 聯邦鐵路局（Federal Railroad Administration；FRA）
- 聯邦運輸局（Federal Transit Administration；FTA）
- 美國海事局（United States Maritime Administration；MARAD）
  - 国家海运局
  - 美国商船队（英语：United States Merchant Marine）
    - 美国商船学院
      - 美国商船学院警察部
- 國家公路交通安全局（National Highway Traffic Safety Administration；NHTSA）
- 情报、安全和应急响应办公室
- 管道和危險物質安全局（Pipeline and Hazardous Materials Safety Administration；PHMSA）
- 研究和創新技術局（Research and Innovative Technology Administration；RITA）
  - 基础设施技术研究所
- 圣劳伦斯海运系统
  - 聖勞倫斯海運發展公司（Saint Lawrence Seaway Development Corporation；SLSDC）
  - 圣劳伦斯经济开发公司
- 表層運輸委員會（Surface Transportation Board；STB）
- 社區發展金融機構基金（Community Development Financial Institutions Fund；CDFI Fund）

### 財政部
- 美国财政部长（Secretary of the Treasury of the United States ）
  - 美国财政部副部长（英语：United States Deputy Secretary of the Treasury）（Deputy Secretary of the Treasury）
  - 美国司库（Treasurer of the United States）

各局、机构、大学、图书馆
- 债务征收局
  - 债务征收银行
  - 债权银行
- 公共收债机构
- 财政部警察
- 国立财政大学
- 国立财政图书馆

各办公室和机构
- 安全办公室
- 应急管理办公室
- 国际事务办公室
- 经济政策办公室
- 财政统计办公室
- 财政部总监察长办公室（Office of the Inspector General）
- 儲蓄機構管理局（Office of Thrift Supervision；OTS）
- 资产救济项目（英语：Troubled Asset Relief Program）（TARP）办公室
  - 资产救济项目特任监察长
  - 资产救济项目特任主计长
- 保险条例办公室
- 金融研究办公室
  - 金融稳定监督委员会
- 空运稳定委员会

副部长直屬機構
- 美國國家稅務局（Internal Revenue Service；IRS）
  - 美国国税局刑事调查处（英语：IRS Criminal Investigation Division）
  - 精算师联合入学委员会
  - 纳税人倡导小组
- 社区发展金融机构基金
- 稅務局國庫總督察官（Treasury Inspector General for Tax Administration；TIGTA）
- 酒精和煙草稅和貿易局（Alcohol and Tobacco Tax and Trade Bureau；TTB）
- 税收政策办公室
- 货币监理官办公室（Office of the Comptroller of the Currency；OCC）

負責國際事務的次長（Under Secretary for International Affairs）
- 負責國際市場及發展的助理次長（Assistant Secretary for International Markets and Development）
- 負責國際事務的助理次長（Assistant Secretary for International Affairs）
- 东亚办公室
- 南亚东南亚办公室
- 欧洲亚欧办公室
- 西半球办公室
- 国际货币政策办公室
- 银行和证券办公室
- 国际债务政策办公室
- 发展政策办公室
- 融资业务办公室
- 非洲办公室
- 中东北非办公室
- 国际贸易办公室
- 国际投资办公室
- 贸易融资办公室
- 技术援助办公室
- 风险分析与研究办公室
- 匯率穩定基金（Exchange Stabilization Fund；ESF）

負責國內金融的次長（Under Secretary for Domestic Finance）
- 先进防伪项目
- 金融制度办公室（Office of Financial Institutions；OFI）
- 金融市場办公室（Office of Financial Markets；OFM）
- 財政服務辦公室（Office of Fiscal Service；OFS）
- 财政服务局（英语：Bureau of the Fiscal Service）
  - 公共債務局（英语：Bureau of the Public Debt）（Bureau of Public Debt）
  - 金融管理局（Financial Management Service；FMS）
- 金融穩定辦公室（Office of Financial Stability）
- 聯邦融資銀行（Federal Financing Bank；FFB）

負責恐怖主義和金融情報的次長（Under Secretary for Terrorism and Financial Intelligence）
- 恐怖主義和金融情報辦公室（Office of Terrorism and Financial Intelligence；TFI）
- 反恐資金暨金融犯罪處（Office of Terrorist Financing and Financial Crimes；TFFC）
- 情報和分析辦公室（Office of Intelligence and Analysis）
- 金融犯罪执法局（Financial Crimes Enforcement Network；FinCEN）
- 外國資產管制辦公室（Office of Foreign Assets Control；OFAC）
- 國庫執行辦公室資產沒收（Treasury Executive Office for Asset Forfeiture TEOAF）

美国司库（Treasurer of the United States）
- 雕刻和印刷局（Bureau of Engraving and Printing；BEP）
  - 雕刻和印刷局警察
- 美國鑄幣廠（United States Mint）
  - 铸币局警察

### 退伍軍人事務部
- 美国退伍军人事务部长
  - 美國退伍军人事务部副部長（英语：United States Deputy Secretary of Veterans Affairs）（Deputy Secretary of Veterans Affairs）

机构和大学
- 国立退伍军人事务大学
- 美國國家公墓局（英语：United States national cemetery）（National Cemetery Administration）
- 退伍軍人福利局（Veterans Benefits Administration；VBA）
- 退伍軍人衛生局（Veterans Health Administration；VHA）
- 退伍军人事务部警察（Department of Veterans Affairs Police）

委员会、办公室和图书馆
- 国立退伍军人事务图书馆
- 国际事务办公室
- 安全办公室
- 应急管理办公室
- 退伍军人事务统计办公室
- 退伍军人事务情报办公室
- 退伍军人事务总监察长
- 退伍軍人申訴委員會（Board of Veterans' Appeals）
- 信仰和社区活动中心
- 少数退伍军人中心
- 退伍军人企业中心
- 女性退伍軍人中心（Center for Women Veterans）
- 咨询委员会管理办公室
- 就业歧视诉讼裁决办公室
- 幸存者援助办公室
- 采购、物流和建设办公室
- 資訊和技術辦公室（Office of Information and Technology）
- 小型和弱勢職業利用辦公室（Office of Small and Disadvantaged Business Utilization）
- 退伍军人服务机构联络办公室
- 採購和材料管理辦公室（Office of Acquisition and Material Management）
- 職業安全與衛生辦公室（Office of Occupational Safety and Health）
- 政策、計畫和準備辦公室（Office of Policy, Planning and Preparedness）
- 規章政策和管理辦公室（Office of Regulation Policy and Management）
- 研究和發展辦公室（Office of Research and Development；ORD）
- 社區門診診所（Community Based Outpatient Clinics；CBOCs）
- 區域醫療中心（Regional Medical Centers）

### 獨立機構
根据美国宪法第一条第四款设立
- 联邦选举支援委员会
  - 联邦选举支援委员会监察长办公室
- 联邦选举委员会（Federal Election Commission；FEC）
  - 联邦选举委员会监察长办公室

根据美国宪法第一条第八款设立
行政机构
- 美国行政会议（英语：Administrative Conference of the United States）
- 國家檔案和記錄管理局（National Archives and Records Administration；NARA）
  - 美国总统图书馆办公室
  - 信息安全监督办公室
    - 公共利益解密委员会

  - 联邦纪事办公室（Office of the Federal Register）

公务员机构
- 考绩制度保护委员会
- 美國政府倫理辦公室（United States Office of Government Ethics；OGE）
- 美國人事管理辦公室（United States Office of Personnel Management；OPM）
  - 应用财务管理中心
  - 人力资源大学（英语：Human Resources University）
  - 人事管理辦公室监察长办公室
  - 国家背景调查局（英语：National Background Investigations Bureau）
  - 联邦调查服务处（英语：Federal Investigative Services Division）
  - 联邦行政研究所
  - 首席采购官理事会
  - 首席人力资本官理事会
  - 首席财务官理事会
  - 首席信息官理事会
- 美国特别顾问办公室
- 合规办公室

商业监管机构
- 聯邦貿易委員會（Federal Trade Commission；FTC）
  - 聯邦貿易委員會监察长办公室
- 美國消費者產品安全委員會（Consumer Product Safety Commission；CPSC）
  - 消費者產品安全委員會监察长办公室
- 聯邦通信委員會（Federal Communications Commission；FCC）
  - 普遍服务基金（英语：Universal Service Fund）
  - 业余无线电爱好者紧急服务（英语：Radio Amateur Civil Emergency Service）
- 联邦住房金融局（英语：Federal Housing Finance Agency）
- 联邦住房金融委员会
- 美国贸易和发展局（英语：United States Trade and Development Agency）
- 美国国际贸易委员会（United States International Trade Commission；USITC）

政府委员会和联盟
- 全国消防情报委员会
- 全国暴力侵害妇女咨询委员会
- 监察长诚信和效率委员会
- 国际宗教自由委员会
- 退伍军人日全国委员会
- 免疫接种咨询委员会
- 对外关系问题咨询委员会
- 私隐和公民自由监督委员会
- 社会保障咨询委员会
- 西北电力规划委员会
- 西北电力与保护理事会
- 太平洋西北电力和自然保护计划委员会
- 国家印地安人博彩委员会
- 海洋哺乳动物委员会
- 医疗补助和芯片支付和接入委员会
- 候鸟保育委员会
- 密西西比河委员会
- 国家双边医疗保障未来委员会
- 联邦实验室技术转让联盟
- 联邦图书馆和信息中心委员会
- 日美友好委员会
- 财政责任和改革委员会
- 欧洲安全与合作委员会
- 联邦机构间教育委员会
- 联邦机构间统计政策委员会
- 美国纺织品协定执行委员会
- 联邦有毒和异国杂草管理委员会
- 联邦会计准则咨询委员会
- 联邦金融机构考试委员会
- 替代争议解决机构间工作组
- 流浪者机构间理事会

教育和广播机构
- 史坦尼斯公共服务中心
- 公共广播公司
  - 公共电视网
  - 全国公共广播电台
- 海伦·凯勒国家中心
- 博物馆和图书馆服务研究所（Institute of Museum and Library Services；IMLS）
- 广播理事会
  - 美国之音
  - 自由欧洲电台／自由电台
  - 马蒂广播电视台
  - 自由亚洲电台
  - 中东广播网络
  - 国际广播局（英语：International Broadcasting Bureau）
- 国家宪法中心
- 國家藝術基金會（National Endowment for the Arts；NEA）
- 國家人文基金會（National Endowment for the Humanities；NEH）
- 戈德华特奖学金优秀和教育计划
- 詹姆斯·麦迪逊纪念奖学金基金会（英语：James Madison Memorial Fellowship Foundation）
- 哈里·杜鲁门奖学金基金会
- 莫里斯·尤德尔和斯图尔特·尤德尔基金会
- 越南教育基金会

能源和科学机构
- 聯邦能源規章委員會（Federal Energy Regulatory Commission；FERC）
- 美國太空總署（National Aeronautics and Space Administration；NASA）
- 国家科学委员会
  - 國家科學基金會（National Science Foundation；NSF）
    - 大气层研究大学公司（University Corporation for Atmospheric Research）
      - 国家大气研究中心（英语：National Center for Atmospheric Research）
- 美國南極洲計劃
- 美国北极计划
- 美國核能管理委員會（Nuclear Regulatory Commission；NRC）
- 阿拉斯加天然气运输项目联邦协调员办公室
- 田纳西河谷管理局（Tennessee Valley Authority；TVA）
  - 田纳西河谷管理局警察（英语：Tennessee Valley Authority Police）

外商投资机构
- 非洲發展基金會（United States African Development Foundation ；USADF）
- 美國進出口銀行（Export-Import Bank of the United States ；Ex-Im Bank）
- 美洲基金會（Inter-American Foundation；IAF）
- 海外私人投资公司（英语：Overseas Private Investment Corporation）

内政机构
- 历史保护咨询委员会
- 美國國家環境保護局（Environmental Protection Agency；EPA）
  - 美国环保局执法与合规保证办公室
- 要塞公园信托（英语：Presidio of San Francisco）
  - 阿巴拉契亞地區委員會（Appalachian Regional Commission；ARC）
- 三角洲区域委员会
- 德纳利委员会
- 美國戰爭遺址委員會
- 美國北極研究委員會（United States Arctic Research Commission）
- 特拉华河流域委員會（Delaware River Basin Commission；DRBC）
- 薩斯奎漢納河流域委員會（Susquehanna River Basin Commission；SRBC）

劳工机构
- 联邦劳工关系局（英语：Federal Labor Relations Authority）
- 聯邦調解調停署（英语：Federal Mediation and Conciliation Service (United States)）（Federal Mediation and Conciliation Service；FMCS）
- 聯邦礦井安全和衛生檢查委員會
- 美國國家勞資關係委員會（National Labor Relations Board；NLRB）
- 全国调解委员会
- 职业安全及健康检讨委员会
- 化学品安全委员会

货币和金融机构
- 商品期貨交易委員會（Commodity Futures Trading Commission；CFTC）
- 國家信合社管理局（National Credit Union Administration；NCUA）
  - 中央流动贷款（英语：Central Liquidity Facility）
- 聯邦準備系統（Federal Reserve System；Fed）
  - 美联储警察
  - 消費者金融保護局（United States Consumer Financial Protection Bureau；CFPB）
- 聯邦存款保險公司（Federal Deposit Insurance Corporation；FDIC）
- 农业信贷管理局
- 證券交易委員會（U.S. Securities and Exchange Commission；SEC）
- 证券投资者保护公司（英语：Securities Investor Protection Corporation）
- 小商業局（Small Business Administration；SBA）

邮政机构
- 美国军邮局（英语：Military Postal Service Agency）
- 邮政管理委员会（Postal Regulatory Commission）
- 美國郵政局（United States Postal Service；USPS）
  - 美國郵政檢查局（United States Postal Inspection Service；USPIS）
    - 邮政检查局警察

  - 公民邮票咨询委员会
  - 督察長辦公室（Office of Inspector General；OIG）
  - 美国集邮局
    - 美国邮票印刷服务局

退休机构
- 聯邦退休節儉投資委員會（Federal Retirement Thrift Investment Board；FRTIB）
  - 节俭储蓄计划（英语：Thrift Savings Plan）
- 铁路退休局（英语：Railroad Retirement Board）
- 社會保障局（Social Security Administration；SSA）

联邦财产和政府所在地机构
- 法院服务和罪犯监督机构（英语：Court Services and Offender Supervision Agency）
- 總服務局（General Services Administration；GSA）
  - 联邦系统集成和管理中心（英语：Federal Systems Integration and Management Center）
  - 联邦公民信息中心
  - 当选总统办公室
- 國家首都規劃委員會（National Capital Planning Commission；NCPC）
- 美国美术委员会

运输机构
- 美國國鐵（National Railroad Passenger Corporation；Amtrak）
  - 国家铁路客运公司警察
- 聯邦海事委員會（Federal Maritime Commission；FMC，在1950年，它的功能被移交給運輸部內的美國海事局。）
- 國家運輸安全委員會（National Transportation Safety Board；NTSB）

志愿服务机构
- 國家和社區服務公司（Corporation for National and Community Service；CNCS）
  - 美国志愿队（英语：AmeriCorps）
    - 美国志愿组织
    - 美国志愿队VISTA（英语：AmeriCorps VISTA）

  - 高級部隊（英语：Senior Corps）
  - 學習和服務美國（英语：Learn and Serve America）
  - 全国社区民兵团（英语：National Civilian Community Corps）
  - 美国志愿者服务（英语：Volunteers in Service to America）
  - 美国自由兵团（英语：USA Freedom Corps）
  - 总统自由奖学金项目
  - 总统志愿者服务奖（英语：President's Volunteer Service Award）
- 和平隊

根据美国宪法第二条第一款设立
国防和安全机构
- 中央情報局（Central Intelligence Agency；CIA）
  - 中央情报局安全防护服务
- 国防核设施安全委员会
- 国内情报局
- 其他国家情报局
- 国家情报总监办公室
  - 国家情报委员会
  - 美国情报体系
  - 国家反间谍执法办公室
  - 智力高级研究项目活动（英语：Intelligence Advanced Research Projects Activity）
- 美国兵役登记

根据美国宪法第十四条修正案设立
民权机构
- 美國民權委員會（United States Commission on Civil Rights）
- 公平就業機會委員會（Equal Employment Opportunity Commission；EEOC）
- 全国残障委员会

其他公司
- 数位机会投资信托（英语：Digital Opportunity Investment Trust）

联合项目和跨部门机构
- 联合消防科学项目
- 国家机构间消防中心

## 司法部門
司法分支内的机构：
- 最高法院警察（英语：Supreme Court Police）
- 美國緩刑和實現審理管理機構
- 最高法院法警
- 美國法院行政辦公室（Administrative Office of the United States Courts；AO）
- 聯邦司法中心（Federal Judicial Center）
- 美國司法會議（Judicial Conference of the United States）
- 美國判決委員會（United States Sentencing Commission）
- 多部门诉讼司法专家小组（英语：Judicial Panel on Multidistrict Litigation）

### 专门法院
- 美国退伍军人上诉法院（英语：United States Court of Appeals for Veterans Claims）
- 美軍上訴法院（英语：United States Court of Appeals for the Armed Forces）
- 美国联邦巡回区上诉法院
- 美国税务法院
- 美国联邦索赔法院
- 美国国际贸易法院
- 美国破产法院（英语：United States bankruptcy court）

## 特任总监察长办公室
- 阿富汗重建特任总监察长（英语：Special Inspector General for Afghanistan Reconstruction）

## 半官方机构
文化艺术机构
- 约翰·肯尼迪表演艺术中心
- 全国史迹保存托管会（英语：National Trust for Historic Preservation）
- 国立建筑博物馆
- 国家美术馆
- 史密森學會（Smithsonian Institution）
  - 史密森尼学会警察（英语：Smithsonian Police）
    - 国家动物园警察

  - 史密森尼保护服务办公室
  - 美国国立博物馆
  - 美国国立动物园
  - 美国国立剧院
  - 伍德罗·威尔逊国际学者中心
- 华盛顿国家座堂基金会
  - 华盛顿国家座堂
    - 华盛顿国家座堂警察（英语：Washington National Cathedral Police）

博物馆机构
- 美国大屠杀纪念博物馆

商贸和技术机构
- 北美电力可靠公司（英语：North American Electric Reliability Corporation）
- 市政证券规则制定委员会
- 美国全国期货协会（英语：National Futures Association）
- 上市公司会计监督委员会
- 美国金融业监管局（英语：Financial Industry Regulatory Authority）

国防和外交机构
- 美国在台协会
- 千年挑战公司
- 美国国家民主基金会
- 美國和平研究院

人类服务和社区发展机构
- 盲人民族工业
- 社区再投资公司（英语：NeighborWorks America）
- 便桥
- 能力委员会

内政机构
- 野生动植物基金会（英语：National Fish and Wildlife Foundation）
- 国家公园基金会（英语：National Park Foundation）

法律和司法机构
- 法律服務公司（Legal Services Corporation；LSC）
- 国家司法学院（英语：State Justice Institute）

## 歷史上的或被重命名的機構
- 農業穩定和保持管理機構（在農業部內）

在1994年被農場服務局取代
- 農業調整局（英语：Agricultural Adjustment Administration）
- 經濟競爭委員會
- 茶葉上訴委員會

在1996年被撤銷
- 武器控制局（在國務院內）

在2005年9月13日被國際安全和防擴散局取代
- 防擴散局（在國務院內）

在2005年9月13日被國際安全和防擴散局取代
- 核查和遵循局（在國務院內）

在2000年2月1日被查證、遵循和執行局取代
- 美洲事務協調官
- 公共信息委員會
- 農場主內部局

在1994年被農場服務局取代
- 農場保障局
- 聯邦全國抵押協會（房利美）

房利美在1968年被部份私有化；它的政府管理的部份被重命名為政府全國抵押協會（吉尼美）；見住房及城市發展部，在上面
- 衛生照護融資局

被重命名為醫療照護和醫療救助服務中心；見衛生和人類服務部，在上面
- 學生貸款銷售協會（薩利美）

薩利美被完全私有化，並且不再被聯邦政府管理
- 外國經濟局
- 聯邦劇院計畫
- 總會計辦公室

在2004年被重命名為政府審計總署；見立法分支，在上面
- 州際商務委員會
- 移民和入籍管理機構

現在的美國公民身份和移民管理機構
- 國家航空顧問委員會
- 美國海岸和地質勘測局

被重命名為美國地質勘測局
- 技術評估辦公室

國會在2004年關閉技術評估辦公室
- 戰爭信息辦公室
- 重建金融公司
- 重新安置局

在1937年被併入農場保障局
- 美國信息局
- 退伍軍人管理局

在1988年被退伍軍人事務部取代
- 戰爭生產委員會
- 工作進步局

## 另見
- 聯邦撥款的研究和開發中心列表（英语：List of federally funded research and development centers）
- 国会特许状（英语：Congressional charter）
- 联邦咨询委员会法
- 政府资助企业（英语：Government-sponsored enterprise）

### 引用
1. ↑  Fischer 2011，第1-2頁.
2. ↑  Federal Register 2013.
3. ↑  Lewis & Selin 2013，第13-14頁.
4. ↑  Kamensky 2013.
5. ↑  . 美国驻华大使馆.   [2021-11-23]. （原始内容存档于2021-11-23）.
6. ↑  . www.moa.gov.tw.   [2024-10-05]. （原始内容存档于2024-10-08）.

## 外部連結
- 聯邦政府第一政府指南 （页面存档备份，存于）
- 白宮機構和委員會列表
- 過去的美國聯邦機構的網絡公墓 （页面存档备份，存于），由北德克薩斯大學圖書館主辦
- 美國政府手冊 （页面存档备份，存于），官方在线版美国政府手册，持续更新。
- US Government Manual （页面存档备份，存于）, 官方下载版美国政府手册，PDF格式。
- Federal Agency Directory （页面存档备份，存于），在线数据库，由路易斯安那州立大学图书馆与GPO的联邦存托图书馆项目合作维护
- A–Z Index of US Departments and Agencies （页面存档备份，存于），美国联邦机构网址
- CyberCemetery （页面存档备份，存于），由德克萨斯州北部图书馆大学维护的美国联邦机构联邦文件存档，与GPO联邦存托图书馆项目合作